# Unreal Tournament 3
Unreal Tournament 3, denominato nelle sue prime fasi di sviluppo con il nome in codice Envy e precedentemente conosciuto come Unreal Tournament 2007, è il sesto videogioco della saga Unreal e il seguito di Unreal Tournament 2004. Uscì nel 2007-2008 per Microsoft Windows, PlayStation 3, Xbox 360 e macOS.
Il gioco utilizza il motore grafico Unreal Engine 3 ed è uno sparatutto in prima persona pensato principalmente per il multiplayer. Tuttavia in questo capitolo non è stata tralasciata la componente giocatore singolo: infatti la campagna singolo ha una storia ben definita in cui gli scontri sono intervallati da frequenti filmati e da voci di sottofondo che spiegano l'evolversi della guerra in corso lungo le varie battaglie che il giocatore dovrà affrontare.

## Trama
Unreal Tournament 3 racconta di un gruppo di mercenari, i Ronin, che si vogliono vendicare sui Necris per la distruzione della loro colonia. Costretti a lavorare per gli Izanagi, devono all'inizio fare dei compiti semplici, perché essi li avvicinino ai necris. I Ronin, composti da Reaper, la sorella Jester, Othello e Bishop, fanno la conoscenza di Malcolm, loro superiore (questo personaggio era già noto per la sua apparizione nei precedenti giochi). Loro compito è quello di trovare Akasha, Inquisitore supremo dei Necris. Alla fine riescono a raggiungerla, e Reaper la sconfigge in duello. Ma Malcolm tradisce i Ronin trattando con i Necris e facendo uccidere Othello, Jester e Bishop. Dopo averlo scoperto, Reaper carica il Lanciarazzi e si lancia alla carica. Dopo questa scena partono i titoli di coda.

## Modalità di gioco
Oltre alle tre classiche modalità:
- Deathmatch
- Deathmatch a squadre
- Capture the Flag

Sono inoltre presenti tre modalità di nuovo genere:
- Warfare

È la nuova modalità introdotta in UT3. Le mappe sono di dimensioni superiori a quelle della precedente modalità Onslaught (Energia) del precedente capitolo, e alcune di esse hanno dei mini-obiettivi in maniera analoga alle mappe Assault (Assalto in italiano). Lo scopo della modalità è molto simile a quella dell'Onslaught, ossia distruggere la base nemica, ma questo non potrà accadere finché non saranno stati conquistati lungo la mappa una serie di vari nodi che collegano le basi delle due squadre. Bisognerà quindi conquistare nodo per nodo, e solo allora lo scudo che protegge il centro della base nemica sarà abbassato rendendolo vulnerabile agli attacchi. In alcune mappe sono presenti anche nodi opzionali, che non necessariamente devono essere conquistati per procedere verso la conclusione del gioco, ma forniscono veicoli bonus (non disponibili negli altri nodi), ulteriori punti di respawn o vantaggi tattici di vario genere. Un'altra grossa novità introdotta è il cosiddetto Orb, una sfera a disposizione di ogni squadra che può essere raccolta da un giocatore; questo Orb può essere trasportato e, portato vicino ad un nodo amico, funzionerà da scudo a tale nodo rendendolo invulnerabile fino alla sua distruzione o all'uccisione del giocatore che lo possiede. Se invece viene avvicinato ad un nodo nemico, ne permette la cattura istantanea.
- Cattura la bandiera con i veicoli

È una particolare variante del classico CTF, con l'aggiunta dei veicoli. Questa modalità si gioca solitamente su mappe più grandi della corrispondente modalità senza veicoli.
- Duello

Duello testa a testa, contro un nemico. In questa modalità due soli giocatori si affrontano fra di loro, come in un Deathmatch. Al termine dello scontro, il vincitore rimane in partita, e sfida il successivo giocatore.
Come in Unreal Tournament, il Fake Dead (Finta Morte) permette al giocatore di fingersi morto, cadendo a terra come se fosse stato ucciso.

### Armi
Enforcer: Pistola, dispone di due modalità di fuoco, singola o raffica. Così come in passato è possibile impugnare fino a due enforcer contemporaneamente. Premio per 15 uccisioni, PISTOLERO.
Fucile Link: Il fuoco primario spara bolle al plasma a raffica. Il fuoco secondario danneggia i bersagli sulla media-corta distanza, questo raggio serve anche per riparare i veicoli danneggiati o costruire nuovi nodi. Quando si è particolarmente vicini ad un compagno di squadra che impugna il fucile link la potenza di fuoco aumenta e il colore del plasma diventerà giallo a segnalare l'aumento di potenza. Con 15 uccisioni con il fuoco secondario ottieni MAESTRO LINK.
Lanciarazzi: Arma molto potente, utile contro gruppi di nemici e veicoli ad andatura lenta. Tenendo premuto il tasto di fuoco secondario è possibile sparare fino a 3 razzi contemporaneamente. Mentre si preme il fuoco secondario e si caricano dei missili è possibile con un click sul fuoco primario permutare tra la modalità "spirale" e 'granate ad esplosione ritardata'. La modalità a spirale concentra i missili in un punto preciso massimizzando i danni nel punto, mentre le granate funzionano come nei capitoli precedenti. Premio per 15 uccisioni, SCIENZIATO MISSILISTICA.
Cannone Flak: Fucile a pompa futuristico che spara schegge incandescenti capaci di rimbalzare. Come attacco secondario lancia una granata che esplode al contatto di qualsiasi superficie. La curiosità della granata è che ha uno smile disegnato, difficilmente visibile dal nemico che viene preso in pieno volto. Premio per 15 uccisioni, MAESTRO FLAK.
Bio Fucile: Spara piccole bolle di "materiale tossico" che infliggono molti danni e si attaccano a qualsiasi superficie. Tenendo premuto il fuoco secondario si carica il fucile, che spara una bolla enorme solitamente micidiale. A differenza dei capitoli precedenti la bolla enorme caricata con il fuoco secondario non uccide all'istante ma prende qualche frazione di secondo nello scalare l'energia, periodo nel quale la vittima può ancora sparare ed uccidere l'aggressore. Premio per 15 uccisioni, RISCHIO BIOLOGICO.
Fucile Shock: Spara un raggio istantaneo molto preciso con il fuoco primario, mentre il fuoco secondario consiste in una bolla shock, che se viene colpita con il raggio del fuoco primario esplode causando danni ingenti nelle vicinanze dell'esplosione; questa speciale mossa viene chiamata combo shock, molto usata dai più esperti. Premio per 15 uccisioni tramite combo shock, COMBINATA REALE.
Stinger: Il successore del minigun mantiene il fuoco primario ma spara ora cristalli di tarydium con il secondario, lenti ma micidiali. Con il secondario gli avversari vengono spinti indietro e se vicini ad un muro rimangono attaccati al momento della morte. Premio per 15 uccisioni tramite Minigun Stinger, RAGGIO BLU.
Fucile di precisione: Torna il fucile di precisione che è molto simile a quello usato in Unreal Tournament, si può ingrandire con il secondario e sparare colpi istantanei con il primario. Se si colpisce alla testa solitamente si abbatte istantaneamente l'avversario a meno che questi non abbia un elmo (protegge la testa dai danni extra e dà 20 punti armatura). Premio per 15 "Colpo alla Testa", CACCIATORE DI TESTE.
Longbow AVRiL: Arma antiveicolo per eccellenza spara con il primario dei missili telecomandati ad alta precisione e raggio di curvatura. Il suo uso può sembrare banale ad un primo impatto ma nasconde utilizzi secondari. Quando si passa sopra un veicolo con il mirino AVRiL questo cambia forma indicandoci che sparando in quel momento il missile inseguirà il veicolo come meglio potrà scegliendo la traiettoria più corta. Spesso il missile può finire contro un muro un qualche ostacolo nella traiettoria vanificando il colpo. È possibile però intercettare un veicolo (sempre soffermandosi con il mirino o eventualmente premendo il secondario) anche dopo che si è sparato il missile: in questo modo è possibile far eseguire traiettorie più lunghe ma prive di ostacoli al missile. Il fuoco secondario serve anche per guidare le mine ragno.
Martello pneumatico: Arma corpo a corpo, con il fuoco primario carichiamo la potenza da rilasciare poi solo quando si è a contatto con l'avversario. Il fuoco secondario rilascia invece una scarica elettromagnetica alternata che può togliere agli avversari i relativi potenziamenti raccolti (danno x2, velocità) o spegnere temporaneamente il motore di un veicolo. Con 15 uccisioni con il martello pneumatico si ottiene il titolo di MARTELLO PNEUMATICO
Redentore: È l'arma più potente del torneo, con il suo unico colpo può devastare un'enorme area. Il colpo può essere rilasciato direttamente con il primario o telecomandato con il secondario. Il colpo del redentore, che di per sé è molto lento, può essere distrutto dagli avversari prima che esploda sparandoci mentre è in volo.

### Veicoli
- L'Hoverboard: è una specie di skateboard che vola leggermente sopra il suolo e viene utilizzato come mezzo di spostamento della fanteria nella modalità Vehicle Capture the flag. Quando a bordo dell'Hoverboard non si può sparare e se colpiti si cade immediatamente a terra, il recupero della posizione eretta può richiedere dei secondi vitali. È possibile mentre si è sull'overboard attaccarsi tramite un magnete ai veicoli alleati in movimento, compresi i velivoli. È possibile anche eseguire dei "Tricks" per puro senso estetico e privi di funzionalità nella dinamica di gioco.
- Traslocatore: utilizzato nelle mappe di Capture the Flag è una tecnologia di teletrasporto che permette ai giocatori di lanciare un segnalino con il primario e con il fuoco secondario teletrasportarsi dove il segnalino è arrivato.

Tutti gli altri veicoli si dividono ora in veicoli Axon o Necris:
- Axon Cicada: Ottimo veicolo di supporto, può sparare razzi in successione o caricarli e spararli fino a 16 alla volta. La postazione del secondo pilota permette di sparare un raggio al plasma.
- Axon Goliath: Carro armato pesante, lento ma ha una potenza di fuoco straordinaria. Dispone di Zoom e di una Torretta Mitragliatrice secondaria che il copilota può utilizzare.
- Axon Hellbender: Ottimo veicolo da difesa permette di sparare in successione una serie di bolle shock instabili che poi possono essere fatte esplodere in successione tramite il fuoco primario provocando la comune devastazione delle combo shock.
- Axon Leviathan: Letteralmente un colosso, è una fortezza mobile. Otto ruote del diametro di 3 metri ciascuna. Come arma primaria, dispone di un cannone devastante. Dispone di Molte Torrette che possono essere occupate dalla fanteria amica. Se lasciata senza supporto, può essere distrutta facilmente.
- Axon Manta: Uno tra i più maneggevoli e veloci veicoli axon, è il terrore della fanteria e dei Goliath. Può alzarsi di qualche metro a superare un ostacolo o abbassarsi rasoterra a schiacciare un avversario. È anche dotato di un fuoco primario al plasma che si aggiunge al caos che questo piccolo veicolo è in grado di portare. Come gli altri veicoli leggeri può essere abbattuto con un singolo missile AVRil o con un persistente fuoco Stinger.
- Axon Paladin: Questo veicolo è un ottimo supporto sia in difesa che in attacco. Con il suo fuoco primario è in grado di scagliare una bolla shock che esplode al contatto con gli ostacoli. Mentre il fuoco secondario proietta uno scudo al plasma direzionabile che assorbe tutto il danno per un certo periodo di tempo.
- Axon Raptor: Velivolo preciso e micidiale se guidato da un pilota esperto, con il primario spara bolle al plasma e con il secondario missili che possono inseguire i Manta e i Raptor nemici. Tuttavia presenta molte vulnerabilità come il fuoco del minigun o i missili del Longbow AVRil.
- Axon Scorpion: Veloce ma instabile, è un ottimo veicolo di attacco, permette di lanciare con il primario sfere autoguidate su manta e raptor nelle vicinanze, con il secondario apre delle lame affilate lateralmente pronte ad abbattere la fanteria che si trova in traiettoria. Con il tasto di salto è possibile effettuare un incredibile scatto di velocità durante il quale il pilota può farsi espellere dal veicolo che procederà quindi come un missile verso eventuali obiettivi in traiettoria.
- Axon Spma: Un mortaio mobile, il proiettile dispone di una telecamera per calcolare perfettamente dove si vuole colpire, equipaggiata anche con una torretta Mitragliatrice. Il punto debole e che deve restare fermo per sparare.
- Necris Darkwalker: Carrarmato innestato su di un tripode estremamente mobile, permette di sparare un potentissimo raggio al plasma con il fuoco primario. Con il secondario emette uno squillo di trombe che stordisce eventuale fanteria nemica che si trovava alla base o espelle coloro che erano in veicoli leggeri. È dotato di un posto per un co-pilota che dalla torretta spara veloci bolle al plasma.
- Necris Fury: Velivolo agile e veloce, può effettuare rapide schivate con il tasto di fuoco secondario, e sparare un raggio al plasma sulla media-corta distanza con il primario.
- Necris Nemesis: È una torretta di difesa mobile. La torretta può essere in posizione bassa o rialzata, se bassa rende più veloce il veicolo ma meno micidiale, se rialzata è lenta ma potente.
- Necris Nightshade: veicolo tattico, è dotato di una serie di stratagemmi per sferrare attacchi indiretti al nemico. Può essere parzialmente invisibile quando non è aperto e quindi di difficile individuazione. Quando viene aperto può rilasciare un generatore di campo lento, una barriera per qualsiasi tipo di arma da fuoco, generatori mine ragno, mine EMP(mettono fuori uso i veicoli che ci passano vicino). È anche dotato di un raggio al plasma che come il secondario del fucile link può attaccare i nemici o curare veicoli amici e nodi.
- Necris Scavanger: veicolo leggero ma agilissimo, può rotolare all'interno della mappa schiacciando nemici e danneggiando altri veicoli. Il fuoco primario invia una sfera molto lenta che guida attacchi anche sulla lunga distanza. Mentre sta rotolando può estrarre delle lame laterali che lo renderanno ancora più micidiale.
- Necris Viper: Probabilmente il più veloce tra i veicoli di terra, è dotato di un'armatura leggera che lo rende abbastanza agile. Può fare grandi salti che lo portano a raggiungere ponti e sopraelevate. Con il primario spara bolle al plasma che rimbalzano sulle superfici.

## Sviluppo
Nel 2005 Unreal Tournament 3, allora conosciuto come Unreal Tournament 2007, era stato annunciato per Microsoft Windows e PlayStation 3. Il 25 gennaio 2007 Midway annunciò che il gioco appena rinominato sarebbe stato disponibile per PC, PlayStation3 e Xbox 360. Durante l'E3 2007 Sony ha annunciato insieme allo sviluppatore Epic Games che Unreal Tournament 3 sarà esclusiva temporanea PlayStation 3 e PC; inoltre, sempre all'E3 2007, è stato diffuso un trailer che annunciava l'uscita del gioco nel novembre 2007; annuncio poi confermato sui forum Epic Games. In data 15 agosto 2007 Mark Rein annunciava che Unreal Tournament 3 sarebbe stato cross-platform (Nota: Dello sviluppo di una versione per Linux non si ha più notizia).
Il 12 ottobre 2007 è stata resa disponibile su FilePlanet una versione beta della demo del gioco, distribuita per ricevere un feedback dai giocatori per la Epic. Nel dicembre 2007 MacSoft ha annunciato per il 2008 la versione per macOS.. Il gioco è poi stato pubblicato nelle date previste.

## Titan Pack
Il Titan Pack è una patch gratuita pubblicata dalla Epic per Unreal Tournament 3. La patch aggiunge al gioco numerose novità, fra le quali ci sono:
- 16 nuove mappe: 6 Deathmatch, 4 Warfare, 3 CTF, 3 VCTF
- Mutatore Titan
- 2 nuove modalità di gioco: Avarizia e Tradimento
- Armi nuove: Torretta Stinger e Sradicatore
- Veicoli nuovi: Axon Stealthbender
- Due nuove mine: Trappola mina a raggi X e Generatore Link
- Due nuovi personaggi: Nova (Liandri) e Kana (Ronin)
- Un nuovo powerup: Il generatore di campo rallentato.

## Accoglienza
La rivista Play Generation lo classificò come l'ottavo miglior gioco d'azione del 2008.